# Stanisław Dygat

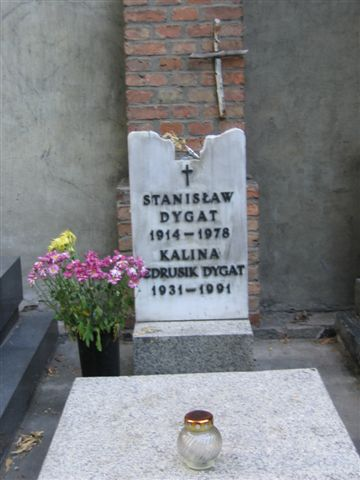
Tumba de Stanislaw Dygat en el cementerio de Powązki.

Stanisław Dygat ( Varsovia, 5 de diciembre de 1914 - 29 de enero de 1978 ) fue un escritor polaco, de origen francés . Estuvo casado con las actrices Władysława Nawrocka y Kalina Jędrusik, y escribió seis novelas y numerosos cuentos. Escribía narraciones surrealistas, influidas por W. Gombrowicz. Su prosa registra con inteligencia y humor varios aspectos de la sociedad polaca contemporánea. 

## Biografía
Dygat estudió arquitectura en la Universidad Politécnica de Varsovia y filosofía en la Universidad de Varsovia. En 1939, estuvo preso en el campo de concentración del Lago de Constanza. Esta experiencia le sirvió para escribir su obra más famosa, "Jezioro Bodeńskie" ("El lago de Constanza"), en 1946, donde relata su estancia en el campo de concentración de forma deliberadamente neutra. 

## Obras
Todas sus obras son parcialmente autobiográficas. Publicó, entre otros:
- 1946 – Jezioro Bodeńskie (El lago de Constanza)
- 1948 – Pożegnania (La despedida)
- 1958 – Podróż ("El viaje")
- 1965 – Disneyland
- 1973 – Dworzec w Monachium ("La estación de ferrocarriles de Múnich").